# Ferdinand Johann von Morzin
Ferdinand Johann Graf von Morzin (* 1756 in Ptenin in Böhmen; † 27. Februar 1805 in Prag) war k. k. Feldmarschallleutnant, Ritter des Maria-Theresia-Ordens sowie Inhaber des Infanterie-Regiments No. 54.

## Leben

### Herkunft
Seine Eltern waren Karl Joseph Franz Graf von Morzin († 1783) und dessen Ehefrau Wilhelmine geborene Freiin von Raisky.

### Militärkarriere
Morzin ging 1770 in kaiserliche Dienste und war bereits 1776 Hauptmann im Infanterie-Regiment „Batthyány“. Während des 8. Türkenkrieges zeichnete er sich bei den Eroberungen von Schabacz und Belgrad so sehr aus, das er zum Oberstleutnant befördert wurde. Außerdem erhielt er das Kommando über ein Grenadier-Bataillon, dass sich aus den Divisionen der Regimenter „Jelačić“, „Alvinczy“ und „De Vins“ zusammengesetzt. Das Bataillon wurde 1790 in die Niederlande verlegt, wo es Unruhen im Bistum Lüttich bekämpfen sollte. Während des Ersten Koalitionskriegs zeichnete sich Morzin am 23. Mai 1792 im Gefecht bei Florenne aus. Er wurde nun Oberst im Regiment und zeichnete sich in der Schlacht bei Neerwinden am 18. März 1793 sowie am 26. April 1794 bei Cateau Cambresis (auch: Troisvilles) aus. 
Als Qua-Brigadier befehligte er am 24. Mai 1794 im Gefecht bei Erquelinnes (auch: Péchant) drei Grenadier-Bataillone und zwei Bataillone der Infanterie-Regimenter „Eßterházy“ und „Stain“. Er rückte dort gegen befestigte Stellungen vor und wurde vom Feuer aus fünfzig Kanonen empfangen. Auch Morzin brachte seine Artillerie in Stellung und brachte die gegnerische Artillerie zum Schweigen. Anschließend stürmte er die Stellungen und erbeutete die Artillerie. Dafür wurde er am 11. Mai 1796 mit dem Ritterkreuz des Maria-Theresia-Ordens ausgezeichnet. Er stand 1795 dann bei der Armee am Rhein und wurde am 1. März 1797 mit Rang vom 21. Mai 1796 zum Generalmajor und am 3. Oktober 1799 mit Rang vom 3. Oktober 1799 zum Feldmarschallleutnant ernannt.
Nach dem Frieden von Luneville wurde er als Divisionär nach Prag versetzt sowie am 9. Januar 1802 zum Inhaber des Infanterie-Regiments No. 54 ernannt. Er starb aber bereits am 27. Februar 1805.

### Familie
Er heiratete Louise Gräfin Hrzan von Harras († 1847). Aus der Ehe ging die Tochter Eleonore (1800–1882) hervor, die 1830 Theobald Graf von Kurzrock-Wellingsbüttel (1785–1856) heiratete.